# Hudsonaster
Hudsonaster is een geslacht van uitgestorven zeesterren die leefden van het Midden- tot het Laat-Ordovicium.

## Beschrijving
Deze zeesterren met een diameter van circa 2,5 centimeter, hadden armen die dik, kort en spits toelopend waren. Deze waren bezet met grote, regelmatig gerangschikte platen. Aan de onderzijde van het lichaam bevonden zich duidelijke ambulacraalgroeven.

## Soorten
- † Hudsonaster australis Withers & Keble, 1934
- † Hudsonaster carectum Herringshaw et al., 2007
- † Hudsonaster incomptus Meek, 1872
- † Hudsonaster matutinus Hall, 1847
- † Hudsonaster milleri Schuchert, 1915
- † Hudsonaster narrawayi Hudson, 1912
- † Hudsonaster ordovicus Spencer, 1916
- † Hudsonaster rugosus Billings, 1857